# Rasen, Arui wa Seinaru Yokubou.
Singles de Faylan
Shumatsu no Fractale
(2011) Tomoshibi
(2011)
Rasen, Arui wa Seinaru Yokubou. est le 11e single de Faylan sorti sous le label Lantis le 27 avril 2011 au Japon. Il arrive 50e à l'Oricon et reste classé 2 semaines. Il sort en format CD et CD+DVD.
Rasen, Arui wa Seinaru Yokubou. a été utilisé comme thème d'ouverture pour l'anime Seikon no Qwaser II. Rasen, Arui wa Seinaru Yokubou. se trouve sur l'album Alive.

## Liste des titres
Aki Hata a écrit les paroles de la première chanson et Faylan celle de la 2e.
| 1. | Rasen, Arui wa Seinaru Yokubou. (螺旋、或いは聖なる欲望。)             | Daisuke Kikuta (Elements Garden) | 4:48 |
| 2. | DREAM PARADISE                                                         | Junpei Fujita (Elements Garden)  | 5:34 |
| 3. | Rasen, Arui wa Seinaru Yokubou. (off vocal) (螺旋、或いは聖なる欲望。) | Daisuke Kikuta (Elements Garden) | 4:48 |
| 4. | DREAM PARADISE (off vocal)                                             | Junpei Fujita (Elements Garden)  | 5:34 |

| 1. | Rasen, Arui wa Seinaru Yokubou. (螺旋、或いは聖なる欲望。) |  |